# ヤスミン・ハンダノヴィッチ
ヤスミン・ハンダノヴィッチ（Jasmin Handanović，1978年1月28日 - ）は、スロベニア・リュブリャナ出身の元サッカー選手。現役時代のポジションはゴールキーパー。

## 経歴

### クラブ
2010年7月、エンポリFCに加入し、ダヴィデ・バッシに代わって正GKになった。しかし、その後アルベルト・ペラゴッティに正GKの座を奪われた。
2011年、NKマリボルに移籍した。2014年11月5日、UEFAチャンピオンズリーグ・チェルシーFC戦に出場し、85分にエデン・アザールのPKをセーブし、引き分けに貢献した。
2020-21シーズン終了後、現役引退を表明した。

### 代表
2008年11月19日、ボスニア・ヘルツェゴビナ代表との親善試合で代表デビューした。2009年3月28日、2010 FIFAワールドカップ予選・チェコ代表戦で2キャップ目を飾り、クリーンシートを記録した。2010 FIFAワールドカップのメンバーにも選出されたが、出場機会は無かった。2012年、スイス代表戦が最後の代表出場となっている。

## 人物・エピソード
従兄弟のサミール・ハンダノヴィッチもスロベニア代表のサッカー選手でゴールキーパーを務めている。

## 代表歴

### 出場大会
- スロベニア代表
  - 2010 FIFAワールドカップ

### 試合数
- 国際Aマッチ 8試合 0得点（2008年-2012年）[5]

| スロベニア代表 | 国際Aマッチ | 国際Aマッチ |
| 年             | 出場        | 得点        |
| -------------- | ----------- | ----------- |
| 2008           | 1           | 0           |
| 2009           | 2           | 0           |
| 2010           | 1           | 0           |
| 2011           | 2           | 0           |
| 2012           | 2           | 0           |
| 通算           | 8           | 0           |

## タイトル
NKオリンピア・リュブリャナ
- スロベニア・カップ：1回 (1999-2000)

FCコペル
- スロベニア・カップ：2回 (2005-06,2006-07)

NKマリボル
- 1.SNL：6回 (2011-12,2012-13,2013-14,2014-15,2016-17, 2018-19)
- スロベニア・カップ：3回 (2011-12,2012-13,2015-16)
- スロベニア・スーパーカップ：3回 (2012,2013,2014)